# Carmelo Cedrún
Carmelo Cedrún Ochandátegui (Amorebieta, 6 de dezembro de 1930) é um ex-futebolista e treinador espanhol, atuava como goleiro.

## Carreira
Carmelo Cedrún fez parte do elenco da Seleção Espanhola de Futebol da Copa do Mundo de 1962. Ele fez duas partidas.